# Karen Rosenberg
 For alternative betydninger, se Karen. (Se også artikler, som begynder med Karen)
Karen Rosenberg (født 20. juni 1975), med kunstnernavnet Karen, er en dansk sangerinde, der er kendt for at synge R&B på dansk.
Karen debuterede i 2000 med albummet En til en, som blev meget rost i pressen, og hun fik et pænt radiohit med singlen "Vis mig du' min mand". Karen blev efterfølgende nomineret til tre priser ved Danish Music Awards, hvoraf hun vandt en for Årets R&B-udgivelse.
I 2002 medvirkede Karen i Frank Hvam og Casper Christensens sitcom "Langt fra Las Vegas" hvor hun spillede stewardessen Sidse, i afsnittet "Michel".
En til en blev skabt i samarbejde med Saqib (kendt i forbindelse med Outlandish) og Lasse Lindholm (kendt fra Hvid Sjokolade). Dette samarbejde løb dog tør for energi, og på sit næste album, Ingen smalle steder, gik Karen i stedet sammen med produceren og kæresten Vagn Luv. Albummet cementerede Karens position som central på den danske R&B-scene med hits som "Ballerina", "I nat er vi" og "Undtagelsen". Hendes tredje album, Stiletto, fra 2009 blev ligeledes vel modtaget.
Ved siden af musikkarrieren har Karen gennem flere år været fast vært på P3-programmet Karen & Szhirley, hvor hun sammen med kollegaen Szhirley Haim præsenterer R&B for de danske radiolyttere.
I 1990'erne medvirkede hun desuden i DR's Selvsving-produktioner, ligesom hun har en fortid i koret Læderhalsene. Ved Dansk Melodi Grand Prix 2011 var Karen en af de fem professionelle dommere.

## Diskografi
- 2010: Karen feat. Jooks & Rune RK: "Har det hele"
- 2010: Karen feat. Svenstrup og Vendelboe: "I nat"

### Albums
- 2000: En til en
- 2004: Ingen smalle steder
- 2009: Stiletto

### EP'er
- "Ingen mands land" (2014)